# Nouvelle École (série télévisée)
Nouvelle École (ou Rhythm + Flow France à l'étranger) est une émission de télévision de téléréalité musicale sur le rap français produite par Netflix et basée sur la série télévisée américaine Rhythm + Flow.

## Production
Le 19 octobre 2020, Netflix annonce la version française de l'émission, intitulée Nouvelle École, pour 2021. Les trois juges, Shay, Niska et SCH, effectuent des castings dans leurs villes d'origine, respectivement Bruxelles, Paris et Marseille. Le gagnant remporte la somme de 100 000 €,. Le programme sort finalement en juin 2022 sur Netflix.
Le 4 juillet 2022, Netflix annonce le renouvellement de l'émission pour une seconde saison. La saison 2 est mise en ligne à partir du 17 mai 2023 sur la plateforme. Tout comme pour la première saison, quatre premiers épisodes sont diffusés dans un premier temps le 17 mai, les trois épisodes suivants le 24 mai, puis l'épisode final la semaine suivante.
La présence, parmi les candidats comme dans le jury, d’artistes accusés de viols ou de violences conjugales fait l'objet de commentaires dans la presse et sur les réseaux sociaux,,.
Le 1er octobre 2023, Netflix renouvelle l'émission pour une troisième saison< ainsi que le remplacement de Shay et Niska par Aya Nakamura et SDM en tant que jurés. Cette saison réussi à amener plus de bonnes critiques et à mettre d'accord beaucoup plus de téléspectateurs que lors des anciennes saisons.
Le 23 juillet 2024, la chanteuse Aya Nakamura annonce sur son compte Snapchat son départ du jury de Nouvelle École pour la quatrième saison : « Malheureusement je pourrais pas mais je regarderais avec plaisir. Merci à Netflix et mes collègues pour cette expérience. »
Le 4 février 2025, Netflix annonce une quatrième saison avec comme jury seulement, SCH et SDM. Dans cette saison, les juges auront un rôle de coach.

## Étapes

### Les Auditions
C'est la première étape de l'émission, les candidats se trouvent devant l'un des jurys (pour d'autres devant l’entièreté des jurys) et devront le convaincre par leur rap de les prendre pour l'aventure, les candidats doivent généralement être en compétition contre un autre candidat qui auditionne également, mais si le jury est convaincu par les deux performances, il peut prendre les deux participants s'il le souhaite.
Puis le candidat devra encore auditionner mais avec les autres jurys s'il n'arrive pas à convaincre ni les autres jurys ni même le jury qui l'a amené, il quitte l'émission. En revanche, s'il convainc les jurys, il passe à l'épreuve suivante.

### Les Cyphers
Par groupe de 4 ou 5, les candidats vont devoir se partager une prod (instrumentale) et rapper dessus chacun son tour, ils doivent se mettre d'accord sur le thème et l'ordre d'apparition, le jury devra éliminer les candidats les moins convaincants du groupe.

### Les Battles
Les candidats devront s'affronter en 1 contre 1 dans un battle de rap, c'est une chose très commune et célèbre dans la culture rap qui a inspiré les "Rap Contenders". Le principe est simplement de clasher son adversaire afin de le discréditer et le ridiculiser tout en sachant rimer et se mettre en avant comparé à eux. Le plus convaincant continue l'émission. Il est possible que les jurys peuvent repêcher un candidat comme avec Houssbad (saison 1) et Yorssy (saison 3).
Mais lors de la saison 3, une étape en plus est créée qui va servir de repêchage pour les perdants des battles et pourront se rattraper. Ils devront, en quelques minutes, écrire un texte afin de le rapper sur une prod que chacun des perdants devront se partager, à la manière d'un Planète Rap. Le jury décide de qui et combien pourra continuer l'aventure ou non.

### Les Samples(depuis la saison 3)
Les candidats devront créer un morceau avec comme base un sample et doivent le performer en showcase, le seul mot d'ordre est celui de faire un morceau pour les clubs, pas forcément dansant mais qui met l'ambiance.

### Les Clips
Les candidats devront tourner un clip vidéo d'une de leur chansons dans un lieu donné à l'aide d'une équipe de réalisateurs envoyés (en saison 3, c'était dans leur ville respective) et devront mettre d'accord le jury sur la proposition artistique de celui-ci.

### Les Featurings
Les 4 candidats restants devront assurer dans un featuring avec un artiste déjà connu (Hamza, Zola, Gradur, Kerchak…), sur un son déjà existant en remplaçant l’un des deux artistes présent sur la chanson d’origine (ex : Yuz Boy devait remplacer le couplet de Damso sur Mwaka Moon).

### Finale
Lors de la finale, les candidats ne sont plus que 3, ils vont devoir créer de toutes pièces un hit avec l'aide des beatmakers (qui ont déjà travaillé notamment avec les jurys) dans la réalisation afin de pouvoir remporter la somme de 100 000 €.

## Identité visuelle

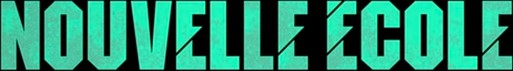
Saison 1 (2022)
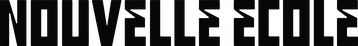
Saisons 2 et 3 (depuis 2023)

## Participants

### Juges
| Juges        | Saisons                 | Saisons                 | Saisons                 | Saisons                 | Nb. de saisons |
| Juges        | 1                       | 2                       | 3                       | 4                       | Nb. de saisons |
| ------------ | ----------------------- | ----------------------- | ----------------------- | ----------------------- | -------------- |
| SCH          | Juge à la/aux saison(s) | Juge à la/aux saison(s) | Juge à la/aux saison(s) | Juge à la/aux saison(s) | 4              |
| Shay         | Juge à la/aux saison(s) | Juge à la/aux saison(s) |                         |                         | 2              |
| Niska        | Juge à la/aux saison(s) | Juge à la/aux saison(s) |                         |                         | 2              |
| SDM          |                         |                         | Juge à la/aux saison(s) | Juge à la/aux saison(s) | 2              |
| Aya Nakamura |                         |                         | Juge à la/aux saison(s) |                         | 1              |

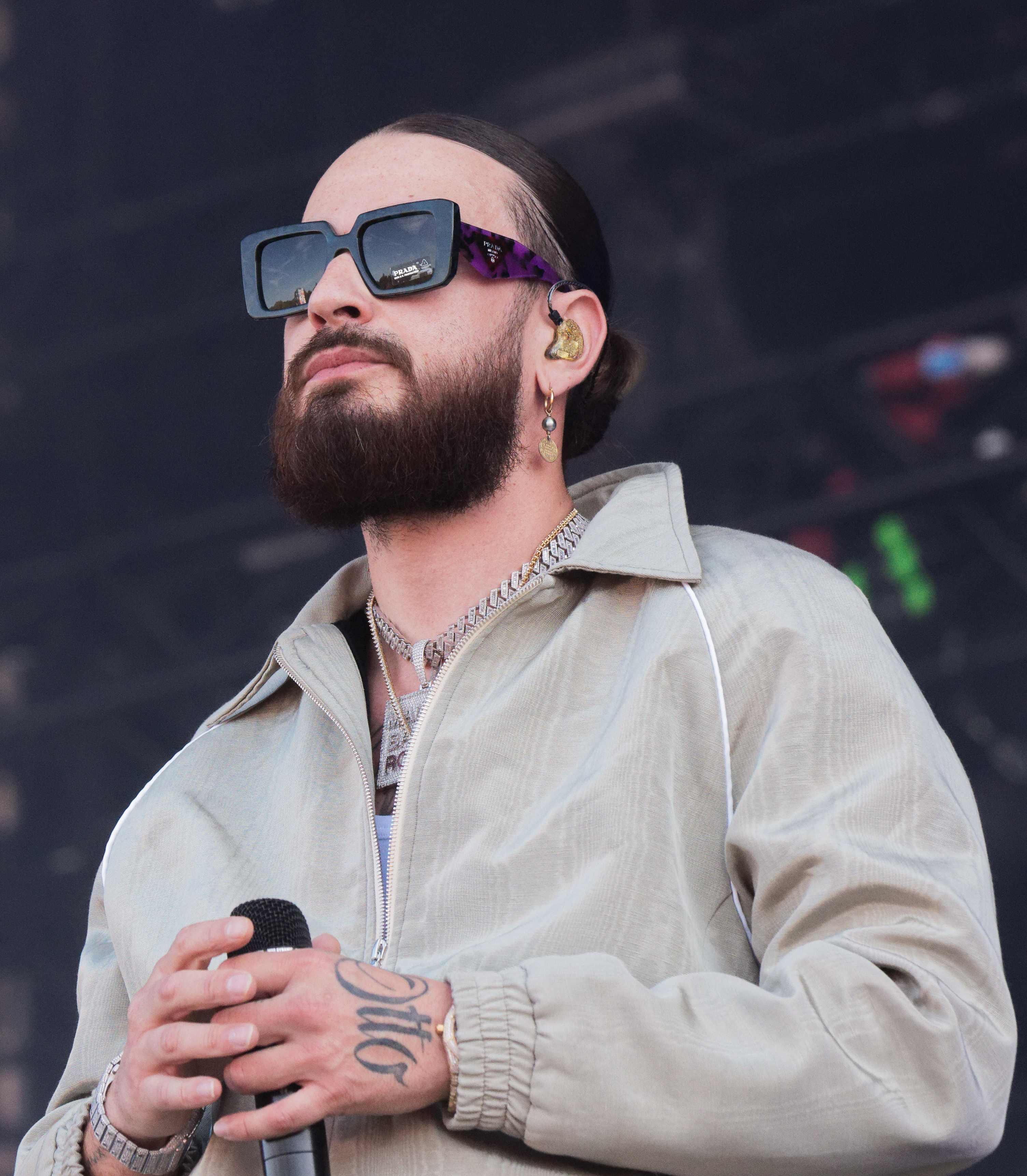
SCH (depuis la saison 1)
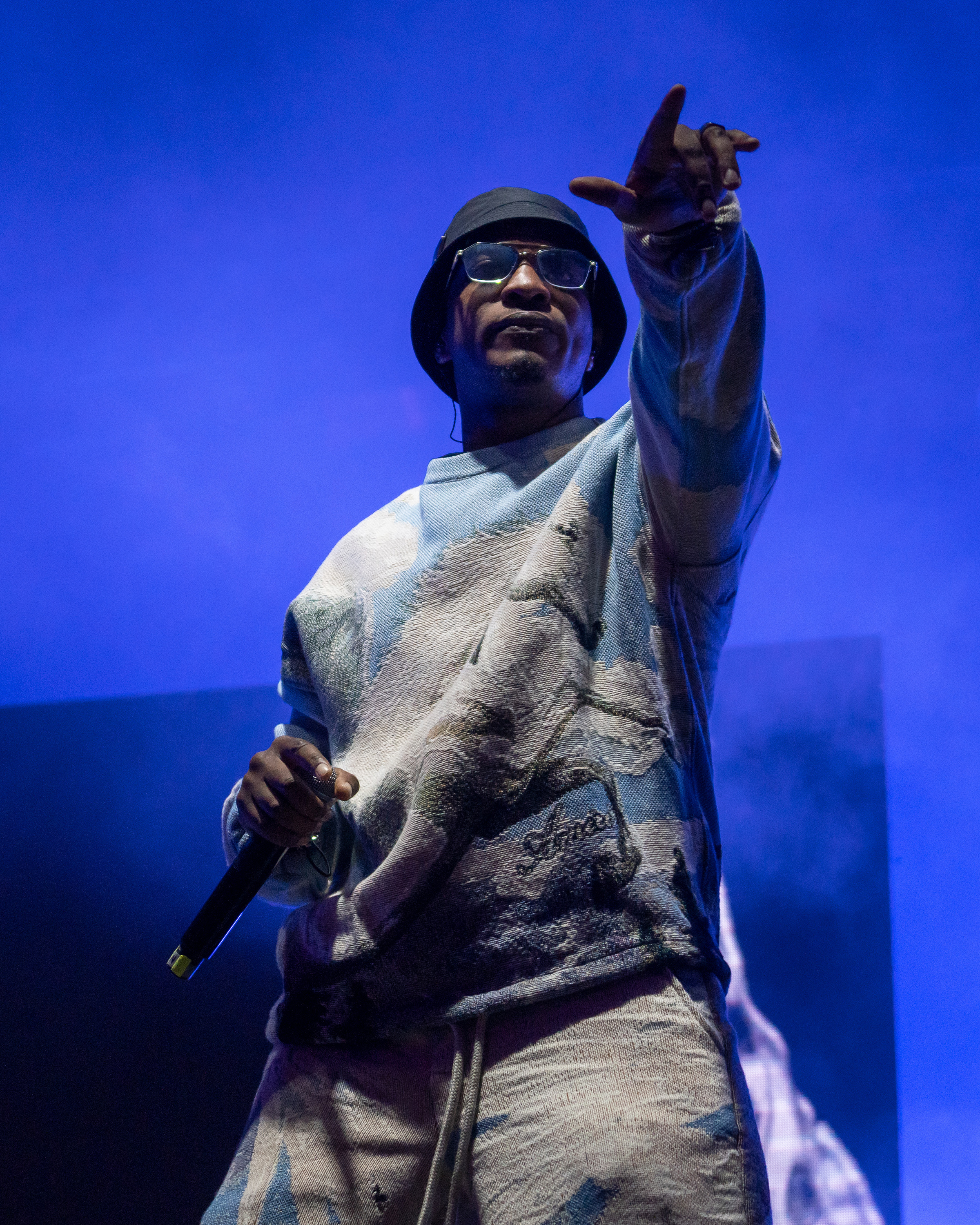
Niska (saisons 1 et 2)
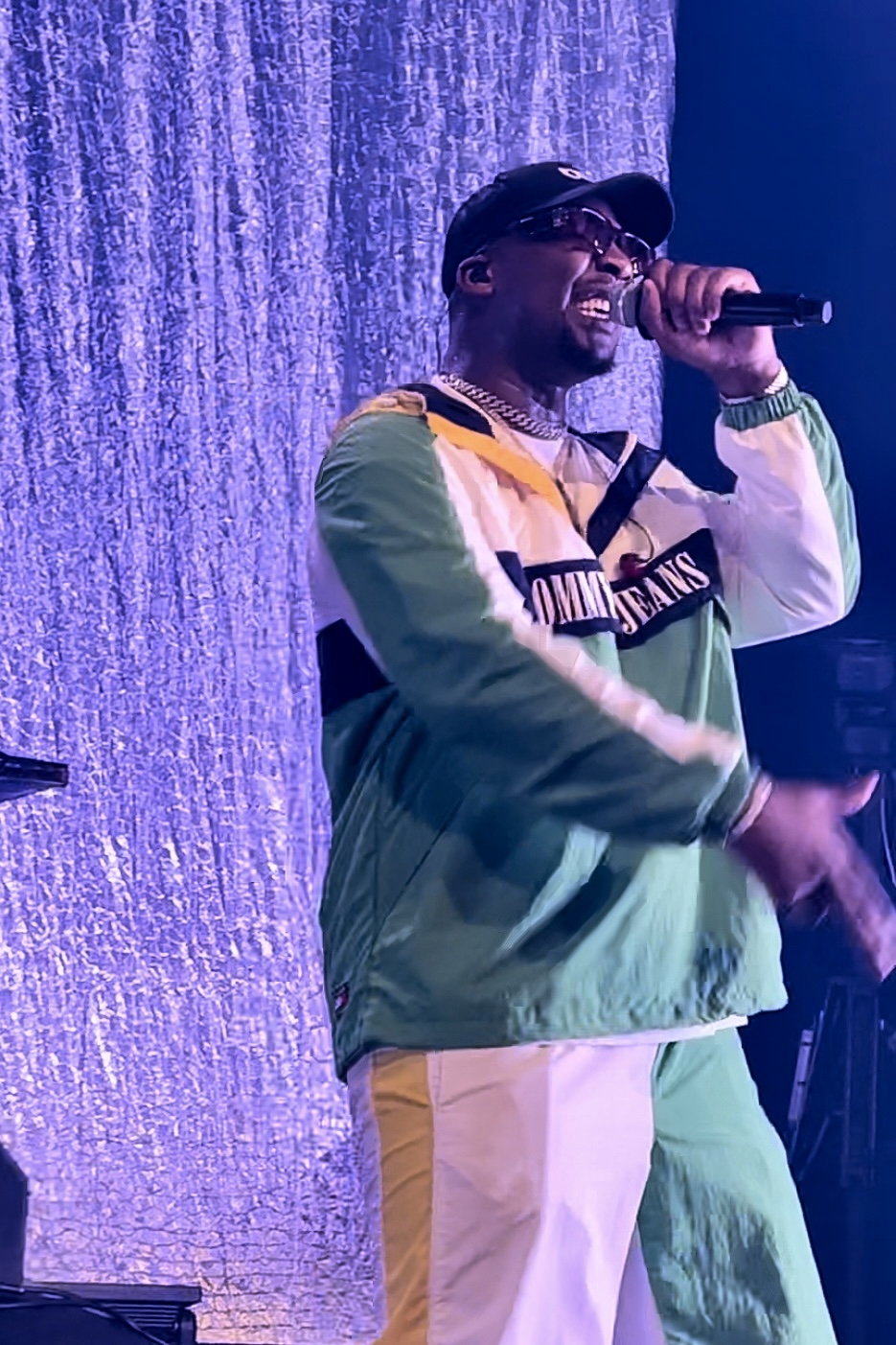
SDM (depuis la saison 3)

### Candidats
| Saison | Première diffusion | Finale          | Vainqueur       | Finaliste  | Troisième  | Quatrième  | Juges | Juges        | Juges |
| ------ | ------------------ | --------------- | --------------- | ---------- | ---------- | ---------- | ----- | ------------ | ----- |
| 1      | 9 juin 2022        | 23 juin 2022    | Fresh la Peufra | Leys       | Elyon      | Houssbad   | SCH   | Shay         | Niska |
| 2      | 17 mai 2023        | 31 mai 2023     | Yuz Boy         | Coelho     | Dau        | Lpee       | SCH   | Shay         | Niska |
| 3      | 4 juillet 2024     | 21 juillet 2024 | Youssef Swatt’s | Dadi       | JYEUHAIR   | AMK        | SCH   | Aya Nakamura | SDM   |
| 4      | Été 2025           | Été 2025        | En attente      | En attente | En attente | En attente | SCH   | VS.          | SDM   |

Légende :
- Vainqueur
- Deuxième place
- Troisième place
- Quatrième place

## Résumé des saisons

### Saison 1 (2022)
La première saison de Nouvelle École a été diffusée du 9 au 23 juin 2022 sur Netflix, chaque jeudi à 9h01.
Les auditions et les cyphers ont été diffusée le 9 juin 2022. Les battles, les clips et la demi-finale, le 16 juin 2022. La finale a été diffusée le 23 juin 2022.
Le gagnant de la saison est Fresh La Peufra face à Leys comme finaliste et Elyon comme troisième.
| № | Titre                                    | Première diffusion |
| --- | ---------------------------------------- | ------------------ |
| 1 | Marseille / Paris / Bruxelles (partie 1) | 9 juin 2022        |
| À Paris, Bruxelles ou Marseille, Niska, Shay et SCH partent retrouver des légendes locales et dénicher des talents. Qui sera prêt à représenter son quartier ?             |                                          |                    |
| 2 | Marseille / Paris / Bruxelles (partie 2) | 9 juin 2022        |
| Chez SCH à Marseille, un jeune rappeur perd ses moyens face à Jul. Shay est inspirée par une candidate. En plein cœur de Paris, Niska et Guy2BezBar découvrent un artiste. |                                          |                    |
| 3 | Face au jury                             | 9 juin 2022        |
| Que la compétition commence ! À Paris, devant les trois juges, talents sélectionnés et nouveaux venus se lancent pour leur plus importante scène à ce jour.                |                                          |                    |
| 4 | Les freestyles                           | 9 juin 2022        |
| Coachés par Dinos et Doria, les concurrents doivent proposer un freestyle alliant technique, débit et profondeur. Seuls dix d’entre eux émergeront pour rimer encore.      |                                          |                    |
| 5 | Les battles : 1 contre 1                 | 16 juin 2022       |
| Après des éliminations brutales, Youssoupha prépare les rappeurs aux battles en face à face. Qui aura assez de mental, de flow et de rage pour survivre à ce round ?       |                                          |                    |
| 6 | Les clips                                | 16 juin 2022       |
| Les battles se concluent sur un coup d’éclat. Six espoirs du rap doivent à présent concrétiser leur vision artistique dans des clips, aidés d’équipes de production.       |                                          |                    |
| 7 | En featuring                             | 16 juin 2022       |
| Les quatre talents sélectionnés savourent un avant-goût de victoire. Mais maintenant, il va leur falloir assurer comme jamais aux côtés de Gradur, Hamza, Naza et Zola.    |                                          |                    |
| 8 | La finale                                | 23 juin 2022       |
| En studio avec des beatmakers, les trois finalistes écrivent le son de leur vie, avant de tout donner pour mettre le feu et triompher. Qui remportera le jackpot ?         |                                          |                    |

### Saison 2 (2023)
La deuxième saison de Nouvelle École a été diffusée du 17 mai 2023 au 31 mai 2023 sur Netflix, chaque jeudi à 9h01.
Les auditions et les cyphers ont été diffusée le 17 mai 2023. Les battles, les clips et la demi-finale, le 24 mai 2023. La finale a été diffusée le 31 mai 2023.
Le gagnant de la saison est Yuz Boy face à Coelho comme finaliste et Dau comme troisième.
| № | Titre                                              | Première diffusion |
| --- | -------------------------------------------------- | ------------------ |
| 1 | Nouvelle saison, nouvelles destinations (partie 1) | 17 mai 2023        |
| Alors que Shay et Niska partent dénicher des talents à Bruxelles, Fort-de-France et Paris, SCH sillonne Marseille et Rouen avec l'aide d'un invité de choix : Alonzo.                    |                                                    |                    |
| 2 | Nouvelle saison, nouvelles destinations (partie 2) | 17 mai 2023        |
| Indécis après son passage à Paris, Niska se rend à Évry. À Bruxelles, sur les terres de Shay, le courant a du mal à passer. Deux candidats s'affrontent devant SCH chez Miraval Studios. |                                                    |                    |
| 3 | Écraser la concurrence                             | 17 mai 2023        |
| Accompagné de Rim'K, pilier du rap français, le jury doit sélectionner 15 artistes parmi les 30 encore en lice. Qui saura tirer son épingle du jeu ?                                     |                                                    |                    |
| 4 | Esprit d'équipe                                    | 17 mai 2023        |
| Nerfs à vif et batailles d'egos sont au programme quand Dau, Coelho et Warend doivent monter leurs groupes de cyphers et créer un flow en une nuit. Avec Médine en guest.                |                                                    |                    |
| 5 | Ennemis sur le ring                                | 24 mai 2023        |
| Coachés par Calbo et Lino du groupe Ärsenik, les participants se lancent des punchlines lors de battles en un contre un, quitte à mettre leurs amitiés à rude épreuve.                   |                                                    |                    |
| 6 | Ça tourne                                          | 24 mai 2023        |
| À l'approche des quarts de finale, les six rappeurs restants travaillent avec des réalisateurs du collectif Daymolition pour produire leur clip. Avec Fifou en guest.                    |                                                    |                    |
| 7 | La dernière ligne droite                           | 24 mai 2023        |
| Les quatre demi-finalistes doivent relever leur plus grand défi à ce jour : rapper en live avec les poids lourds du hip-hop Kalash, Naps, Soso Maness et Kalash Criminel.                |                                                    |                    |
| 8 | Il n'en restera qu'un                              | 31 mai 2023        |
| Avec 100 000 euros à la clé, les trois finalistes enregistrent le titre qui pourrait changer leur vie, et se préparent à la scène. Qui sera le nouveau visage du rap francophone ?       |                                                    |                    |

### Saison 3 (2024)
La troisième saison de Nouvelle École est diffusée du 4 au 21 juillet 2024 sur Netflix, chaque jeudi à 9h01 sauf la finale diffusée un dimanche à 20h00.
Les auditions et les freestyles sont diffusés le 4 juillet 2024. Les battles (qui est divisée en deux parties), et le showcase, le 11 juillet 2024. Les clips et la demi-finale, le 18 juillet 2024. La finale est diffusée le 21 juillet 2024.
Le gagnant de la saison est Youssef Swatt's face à Dadi comme finaliste et Jyeuhair comme troisième.
| № | #  | Titre                          | Juges invités                                          | Première diffusion |
| --- | -- | ------------------------------ | ------------------------------------------------------ | ------------------ |
| 17 | 1  | Nouveau jury, nouvelles règles | N/A                                                    | 4 juillet 2024     |
| La saison commence très fort dès les auditions : 20 concurrents de France et de Belgique viennent à Paris dans l'espoir d'impressionner le nouveau jury.                           |    |                                |                                                        |                    |
| 18 | 2  | Vous n’êtes pas tout seuls     | Guy2Bezbar, Zola, Sofiane Pamart                       | 4 juillet 2024     |
| Avant de trancher sur le sort de deux participants, SDM, Aya et SCH veulent dénicher d'autres pépites avec l'aide de Guy2Bezbar, Zola et Sofiane Pamart.                           |    |                                |                                                        |                    |
| 19 | 3  | Remise à zéro                  | N/A                                                    | 4 juillet 2024     |
| Avec six nouveaux dans la course, la compétition reprend à zéro et certains profitent d'une seconde chance. Les 18 concurrents doivent plancher sur leurs textes et leur flow.     |    |                                |                                                        |                    |
| 20 | 4  | En équipe                      | Mac Tyer                                               | 4 juillet 2024     |
| Guidés par Mac Tyer, les 12 participants restants s'attaquent à l'épreuve des cyphers. Si certaines personnes succombent à la pression, pour d'autres, c'est le moment de briller. |    |                                |                                                        |                    |
| 21 | 5  | Éteindre l’autre (partie 1)    | Aketo et Tunisiano                                     | 11 juillet 2024    |
| Une véritable lutte s'engage alors que cinq duos se préparent à s'affronter au cours d'un battle sans pitié, épaulés par Aketo et Tunisiano.                                       |    |                                |                                                        |                    |
| 22 | 6  | Éteindre l’autre (partie 2)    | Aketo et Tunisiano                                     | 11 juillet 2024    |
| Après avoir révélé les champions du battle, le jury livre une annonce surprise : les cinq rappeurs éliminés se voient offrir une dernière chance de rester dans la course.         |    |                                |                                                        |                    |
| 23 | 7  | Premier showcase               | Vicelow                                                | 11 juillet 2024    |
| Six participants relèvent un nouveau défi : enregistrer un titre sur la base d'un sample connu, puis l'interpréter en showcase. Tout le monde saura-t-il être à la hauteur ?       |    |                                |                                                        |                    |
| 24 | 8  | Retour aux sources             | Chris Macari, Pauline Raignault, Nico Colombien, Lonni | 18 juillet 2024    |
| Alors qu'une personne quitte la compétition, les cinq derniers candidats retournent chez eux et ont trois jours pour créer un clip qui bluffera le jury.                           |    |                                |                                                        |                    |
| 25 | 9  | Dernier duo pour la victoire   | Proof, Zola, Maureen, Kerchak, Favé                    | 18 juillet 2024    |
| En collaboration avec Zola, Maureen, Kerchak et Favé, les demi-finalistes ajoutent leur touche personnelle à quatre hits du rap français.                                          |    |                                |                                                        |                    |
| 26 | 10 | Le titre pour changer sa vie   | Rémy Corduant                                          | 21 juillet 2024    |
| Les trois derniers concurrents interprètent des titres originaux lors d'une finale exceptionnelle. Le jury, divisé et au bord de l'impasse, doit rendre un verdict très difficile. |    |                                |                                                        |                    |